# 勝川春亭 (3代目)

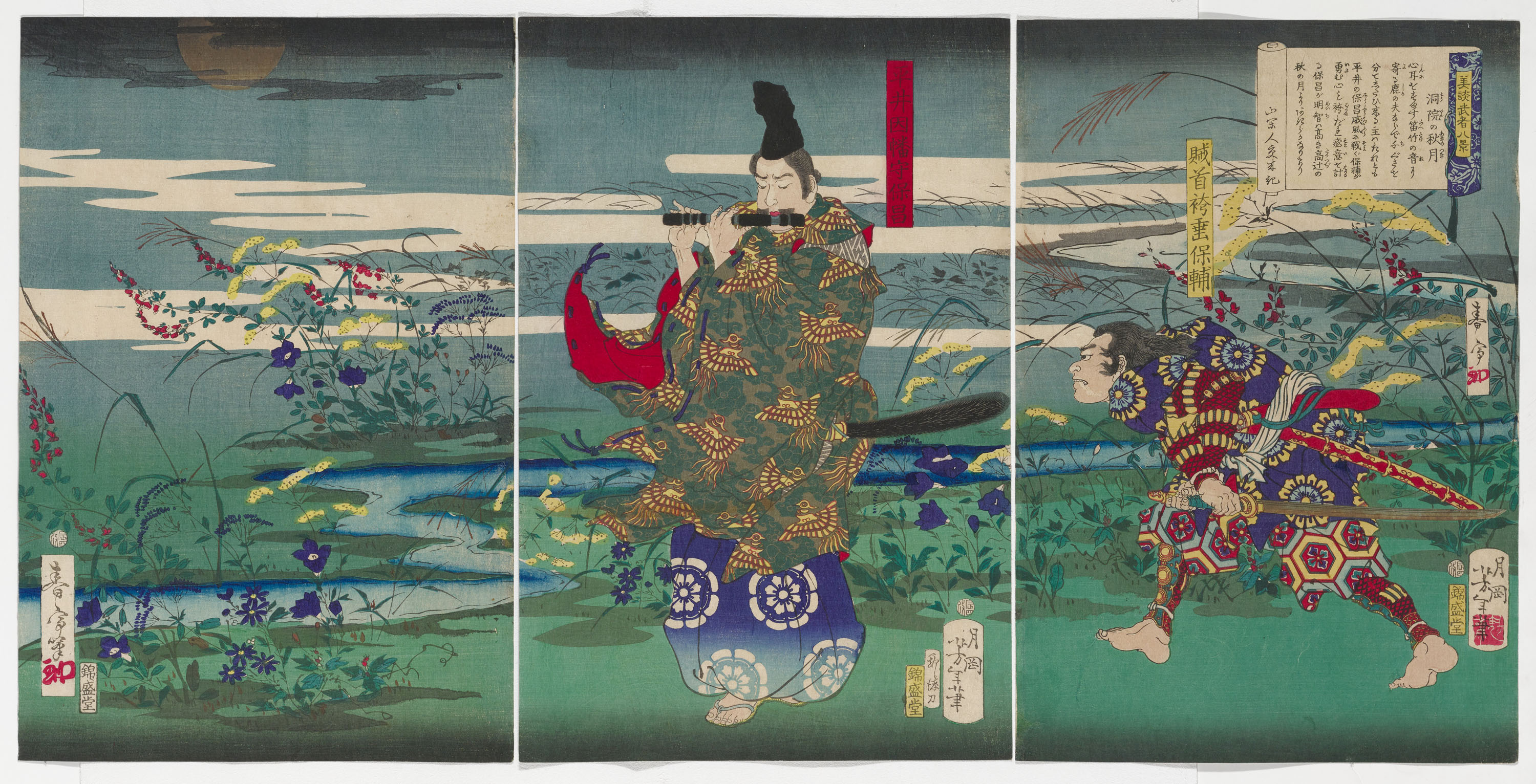
「美談武者八景　洞院の秋月」 月岡芳年（右2枚）との合作。

三代目 勝川春亭（さんだいめ かつかわ しゅんてい、天保8年〈1837年〉 - 明治35年〈1902年〉2月4日）とは、江戸時代末期から明治時代にかけての浮世絵師。

## 来歴
俗称辰吉。江戸土橋丸屋町（現在の中央区銀座八丁目最西端側）にて生まれる。父は同地で家主を勤める佐之清、母の名は梅という。二代目春亭の没後に春亭を称し、作は錦絵と肉筆画を残している。京橋木挽町にて死去、享年66。墓所は台東区蔵前の正覚寺（榧寺）、法名は松誉春亭居士。三度結婚しており、最初の妻は寿賀、二度目の妻はきん、最後の妻はとめといった。

## 作品
- 「春景駒の戯」　6枚続錦絵　東京大学史料編纂所所蔵　※明治元年（1868年）。鳥羽・伏見の戦いを将棋になぞらえて描いたもの。
- 「雛図」　紙本着色　※明治32年。「六十三叟　勝川春亭」の落款、「耕煙山樵」の白文方印あり